# Гросенштайн
Гросенштайн (нем. Großenstein) — община в Германии, в земле Тюрингия.
Входит в состав района Грайц. Подчиняется управлению Ам Браметаль. Население составляет 1307 человек (на 31 декабря 2010 года). Занимает площадь 14,47 км².
Коммуна подразделяется на 4 сельских округа.